# 倉敷市真備ふるさと歴史館
倉敷市真備ふるさと歴史館（くらしきしまびふるさとれきしかん、英: Kurashiki City Mabi Hometown History Museum）は、岡山県倉敷市真備町にある博物館。大池ふるさと公園の中にある。建物の背後（北西）に岡田大池を湛えている。
1994年7月3日に、地元を治めた岡田藩の古文書類の研究と、終戦間際から3年余りこの地に疎開していた推理作家・横溝正史の顕彰を目的として開館された。約3,800点の資料が収蔵されている。
2005年8月1日に真備町が倉敷市へ編入合併される前の館の名称は「真備町ふるさと歴史館」であり、館の所在地は「吉備郡真備町大字岡田610番地」であったが、倉敷市への合併に伴い、館の名称と所在地は現在の表記に変更された。
倉敷市からの指定管理者である岡田藩史研究会によって管理運営されている。

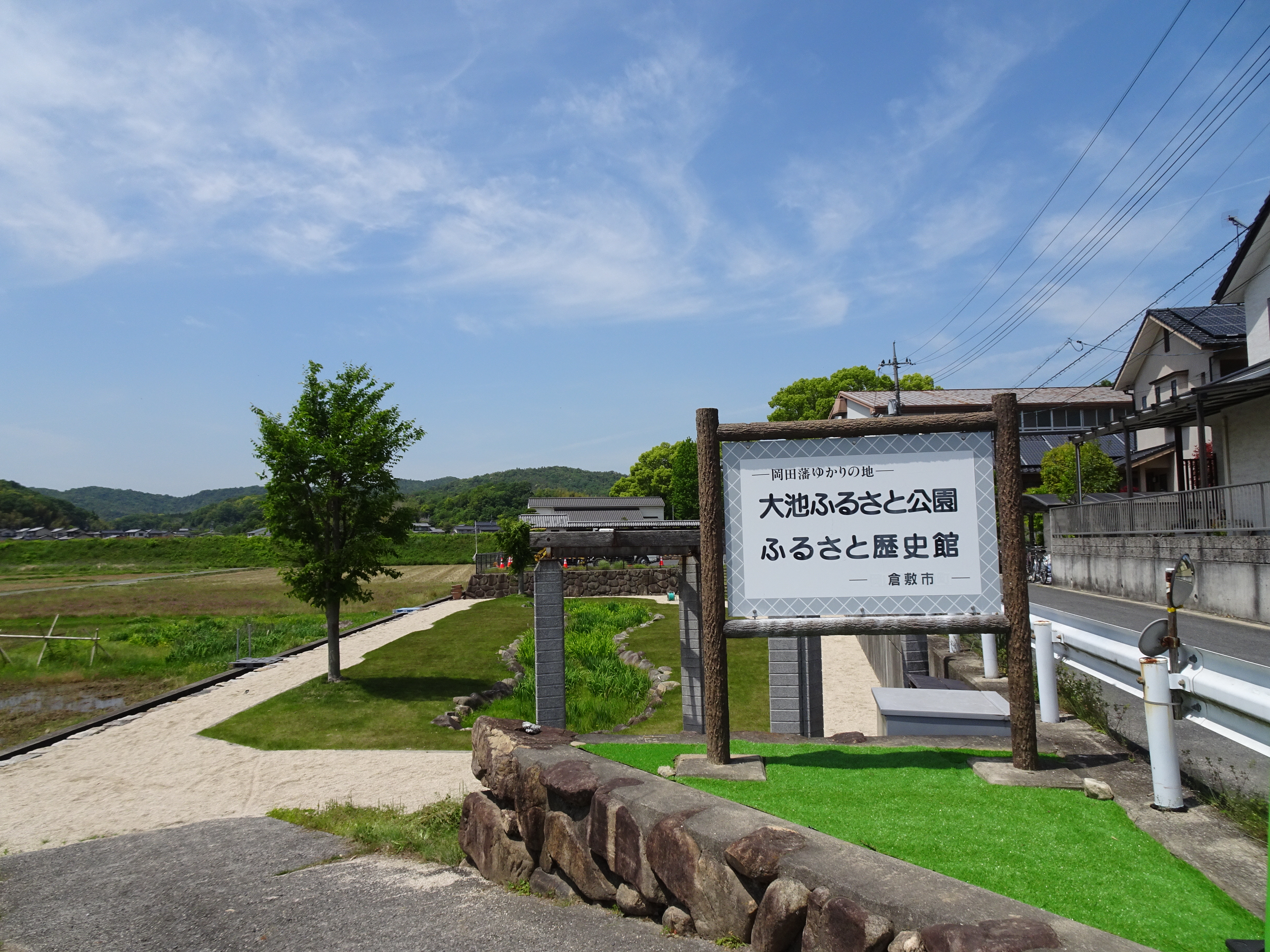
大池ふるさと公園とふるさと歴史館の案内板
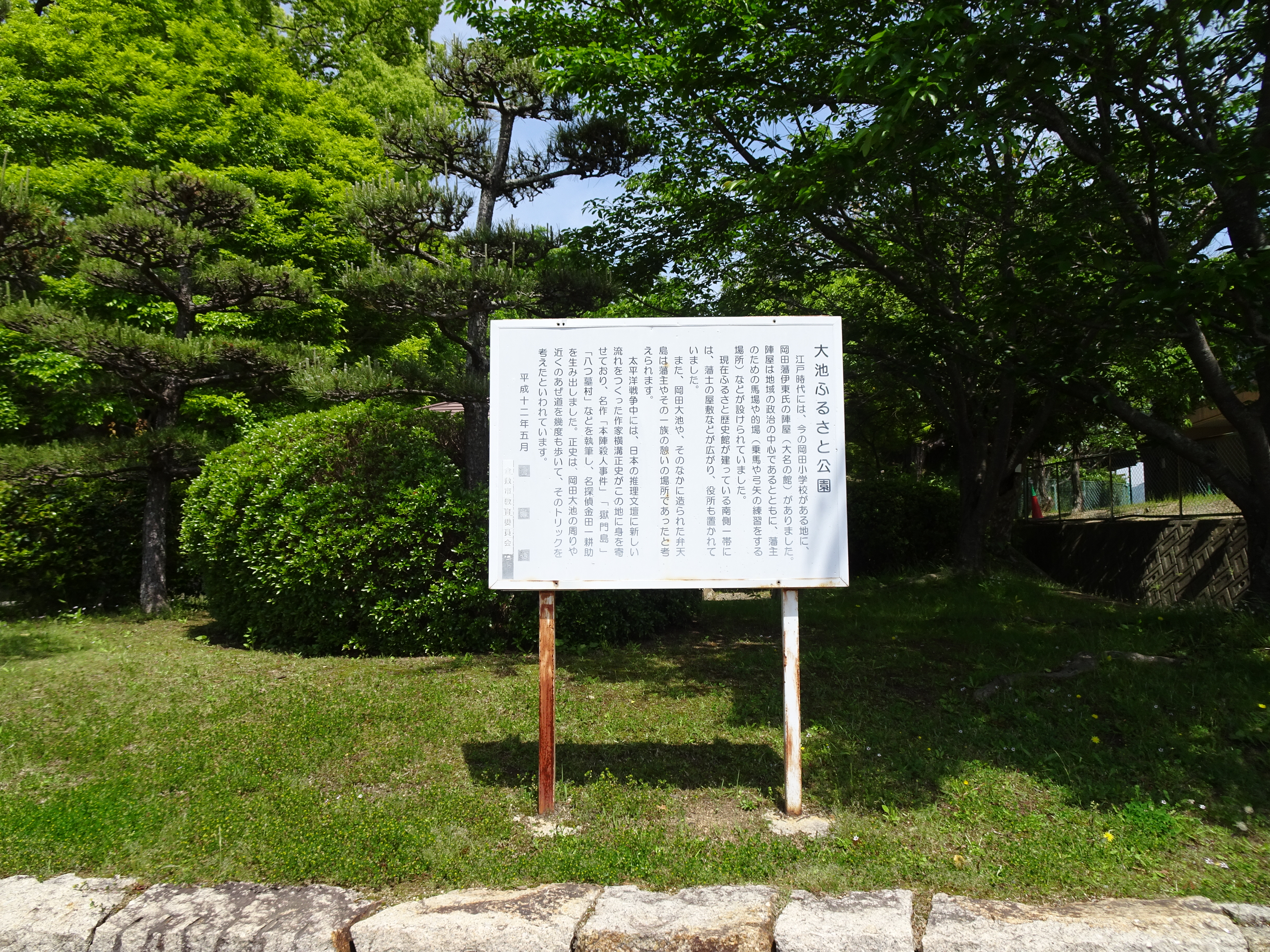
大池ふるさと公園の説明板

## 概要
江戸時代にこの地を治めた岡田藩の文書（もんじょ）をはじめ、当時の村人の暮らしや村の支配、産業の工夫などを示す資料を公開している。古文書や貴重な刀剣などの展示物は、歴史学者の磯田道史の寄贈によるものなど、多くの人の善意によって成り立っている。岡田藩関係の古文書類については、毎月2回、古文書解読会を催し、解読文書を原古文書に添えて、多くの人が簡単に内容を理解できるよう便宜を図っている。
また、真備町岡田地区は、終戦間際の1945年春から3年余り、横溝正史が家族5人で身を寄せた地で、金田一耕助が初登場する『本陣殺人事件』の舞台でもあることから、「横溝正史コーナー」が設けられている。当館の開設に先立ち、横溝と親交のあった住民らが東京の横溝家を訪ね、ゆかりの品の寄贈を打診し、「岡田は戦後の横溝作品の礎を築かせてもらった地。本人も喜ぶ」と約160点の品が提供されている。
前庭には岡山藩領の境界石と、金田一耕助のブロンズ像が設置されている。

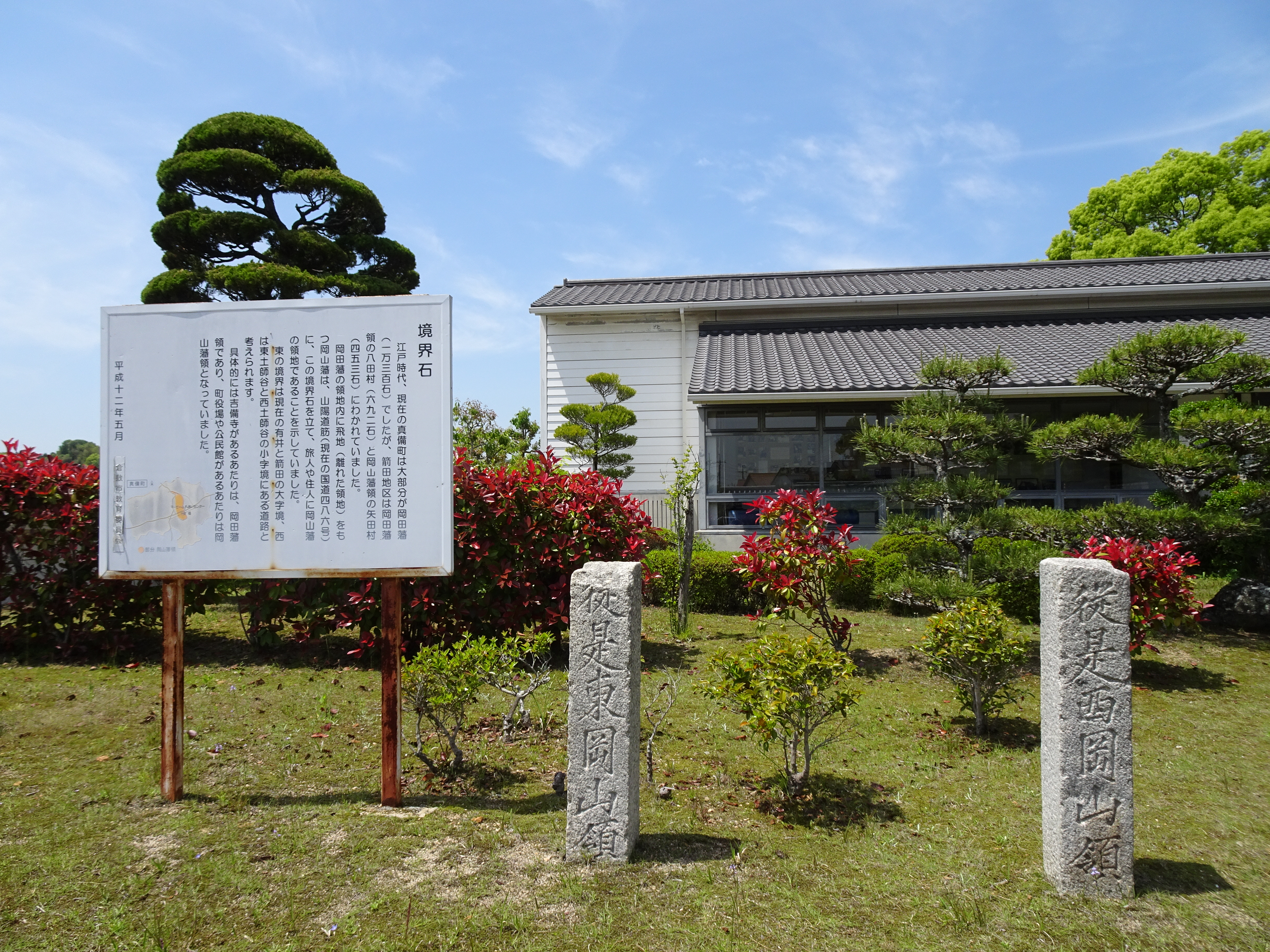
岡山藩領の境界石
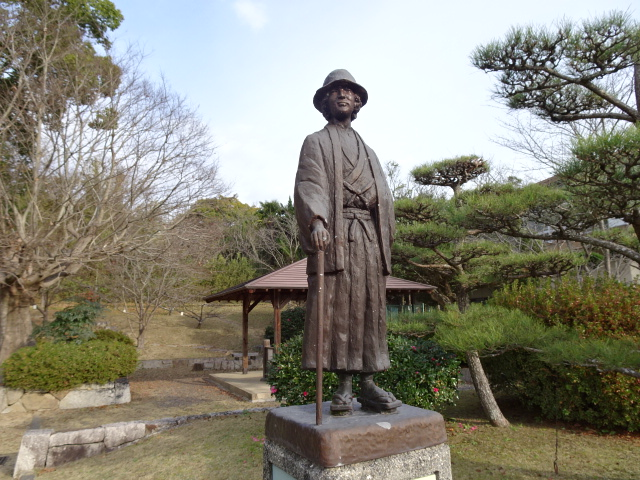
金田一耕助像

## 展示物
岡田藩伊東氏の歴史を紹介し、山陽道の宿場町として栄えた川辺宿を描いた絵図や本陣絵図、川辺宿を支えた伊東氏の家系図、川辺宿模型や岡田藩藩邸復元図絵、岡田藩の支配した飛地の資料、藩の財政や領地などの資料、藩校「敬学館」の資料、江戸の藩主とのやり取りが記された文書や岡田藩が発行した藩札などを展示している。
また、当地の産業を発展させ、高梁川の水害を防ぐ努力をして生きてきた当時の村人の暮らしが分かる資料を展示している。
「横溝正史コーナー」では、横溝愛用の品である執筆の際に使用したメガネやペン、最晩年まで愛用していた文机や紅茶カップ、書きかけの原稿などを展示し、東京都世田谷区成城の自宅書斎の一部を再現している。文机は東京の自宅から運び込んだ実物で、肺結核を患い床に伏す時間が長かった横溝が寝床でも執筆できるよう、脚と脚の間が布団1枚分ほどある幅180センチメートル・奥行き70センチメートルの特注品である。畳敷きと障子などは、東京の自宅で写真を撮らせてもらって再現したものである。
これらのほか、横溝の稀覯本や映像ソフトが常設展示中で、79点の品々がディスプレイされている。

## 施設情報
- 所在地：倉敷市真備町岡田610番地

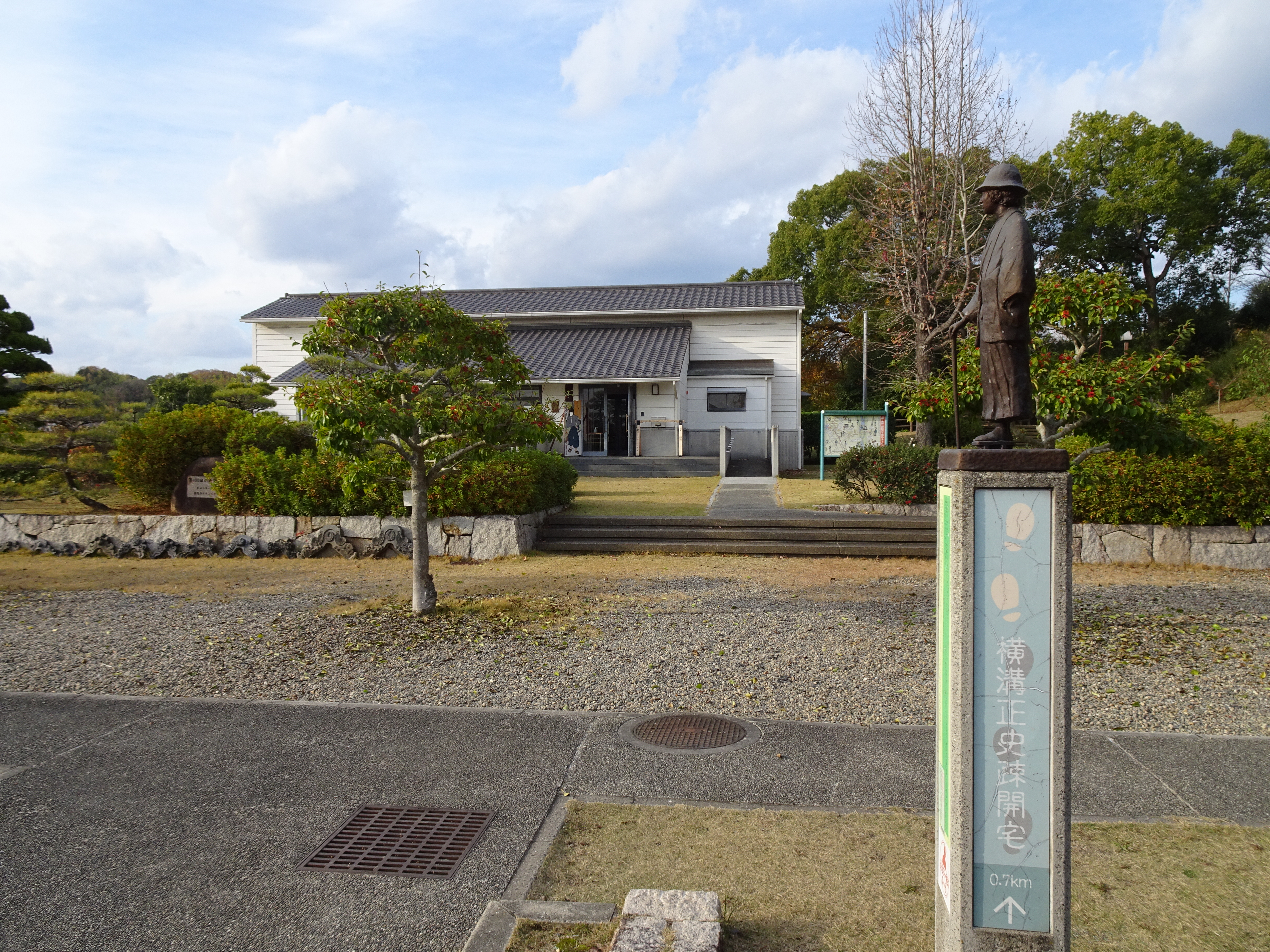
倉敷市真備ふるさと歴史館の遠景

- 開館日：火曜日・水曜日・土曜日・日曜日（年末年始を除く）
- 開館時間：10時 - 16時
- 入館料：無料

## 交通アクセス
- JR西日本伯備線「清音駅」より徒歩約45分[23]。
- 井原鉄道「川辺宿駅」より徒歩約30分[24]。
- 真備地区コミュニティタクシーにて約25分[24]。
  - 西ルート「吉備真備駅」乗車 →「ふるさと歴史館」下車。
  - 南ルート「川辺宿駅」乗車 →「ふるさと歴史館」下車。

## 周辺の関連施設
- 横溝正史疎開宅

横溝正史が第二次世界大戦末期の1945年春から終戦後の1948年7月までの3年余りを一家で過ごした家。
2023年3月に新しく作成されたパンフレットは、当館と横溝正史疎開宅の両方の紹介をセットにした構成になっている。
- 大池の弁天様

真備ふるさと歴史館の背後に湛えられている岡田大池の弁天島に、岡田藩が1716年に建立した祠。
- 倉敷市立岡田小学校

岡田藩の陣屋跡に建てられている。藩邸前にあった井戸と、藩邸内の重役の部屋にあった長囲炉裏が残されている。